# Bhaudry Massouanga
Bhaudry Massouanga (Brazzaville, 8 settembre 1982) è un ex calciatore congolese (Repubblica del Congo), di ruolo centrocampista.

## Carriera

### Club
Ha giocato nella prima divisione gabonese, in quella algerina, in quella marocchina ed in quella georgiana (che ha anche vinto nella stagione 2009-2010).
Ha terminato la carriera nel 2015, dopo alcune stagioni trascorse tra la quarta e la quinta divisione francese.

### Nazionale
Ha giocato una partita in nazionale, il 12 ottobre 2003, subentrando dalla panchina in una partita di qualificazione ai Mondiali del 2006 vinta per 1-0 contro la Sierra Leone.

## Statistiche

### Cronologia presenze e reti in nazionale
| Cronologia completa delle presenze e delle reti in nazionale ― Rep. del Congo | Cronologia completa delle presenze e delle reti in nazionale ― Rep. del Congo | Cronologia completa delle presenze e delle reti in nazionale ― Rep. del Congo | Cronologia completa delle presenze e delle reti in nazionale ― Rep. del Congo | Cronologia completa delle presenze e delle reti in nazionale ― Rep. del Congo | Cronologia completa delle presenze e delle reti in nazionale ― Rep. del Congo | Cronologia completa delle presenze e delle reti in nazionale ― Rep. del Congo | Cronologia completa delle presenze e delle reti in nazionale ― Rep. del Congo |
| Data                                                                          | Città                                                                         | In casa                                                                       | Risultato                                                                     | Ospiti                                                                        | Competizione                                                                  | Reti                                                                          | Note                                                                          |
| ----------------------------------------------------------------------------- | ----------------------------------------------------------------------------- | ----------------------------------------------------------------------------- | ----------------------------------------------------------------------------- | ----------------------------------------------------------------------------- | ----------------------------------------------------------------------------- | ----------------------------------------------------------------------------- | ----------------------------------------------------------------------------- |
| 12-10-2003                                                                    | Brazzaville                                                                   | Rep. del Congo                                                                | 1 – 0                                                                         | Sierra Leone                                                                  | Qual. Mondiali 2006                                                           | -                                                                             | 49’                                                                           |
| Totale                                                                        |                                                                               | Presenze                                                                      | 1                                                                             |                                                                               | Reti                                                                          | 0                                                                             |                                                                               |

## Palmarès

### Club

#### Competizioni nazionali
- Campionato georgiano: 1

Olimpi Rustavi: 2009-2010